# Lestes disjunctus
Lestes disjunctus là loài chuồn chuồn trong họ Lestidae. Loài này được Selys mô tả khoa học đầu tiên năm 1862.